# Friedrich Gottlieb Schwencke
Friedrich Gottlieb Schwencke, auch Schwenke (* 15. Dezember 1823 in Hamburg; †  11. Juni 1896 ebenda) war ein deutscher Organist und Komponist.

## Leben
Friedrich Gottlieb Schwencke gehörte einer Familie von Musikern an, die das musikalische Leben Hamburgs über vier Generationen prägte. Er war ein Enkel von Christian Friedrich Gottlieb Schwencke und Sohn des Organisten an der Hauptkirche St. Nikolai Johann Friedrich Schwencke. Auch sein Onkel Carl (1797–1870) war als Komponist und Musiker tätig.

Orgel der Nikolaikirche (1891)

Er erhielt seinen ersten Unterricht von seinem Vater und trat schon als 12-Jähriger in einem Orgelkonzert seines Vaters auf. In dessen Amtszeit fiel die Zerstörung der Kirche durch den Hamburger Brand 1842 und der Beginn ihres monumentalen Neubaus. In dieser Zeit trat Friedrich Gottlieb Schwencke als Pianist in eigenen und fremden Konzerten auf, die ihn bis nach Paris führten. 1851 wurde er Adjunkt bei seinem Vater und, als dieser im folgenden Jahr starb, sein Nachfolger als Organist an der Nikolaikirche. Deren Neubau wurde 1863 eingeweiht; auf eine neue Große Orgel musste Schwencke noch bis 1891 warten. Das 1891 fertiggestellte Instrument wurde durch den Orgelbaumeister Ernst Röver geschaffen. Sie war ein dreimanualiges Instrument mit 101 Registern, im System der Röhrenpneumatik gebaut, und verfügte über 5808 Pfeifen. Schwencke baute die Orgelkonzerte seines Vaters aus und etablierte so vollends „das Orgelkonzert als vollwertigen Bestandteil des Hamburger Musiklebens“.
Schwencke schrieb vor allem Orgelkompositionen, aber auch Lieder für Singstimme und Klavier, unter anderem auf Texte von Edmund Hoefer und Hermann Kletke. Längere Zeit war er nebenamtlich Musikredakteur der Tageszeitung Hamburgischer Correspondent. 1870 bearbeitete er das Musik-Adreßbuch über Hamburg mit Nachrichten über die Kantoren der Gelehrtenschule des Johanneums sowie über die Orgeln und Organisten in Hamburg. Für die späteren Ausgaben des Choralbuches seines Vaters war er der Herausgeber.

## Werke
- „Mein Lieb’ ist eine Blume wild.“ Gedicht von E. Höfer. Componiert von Fried. Gottl. Schwencke. [S.l.], [ca. 1856]
- Vollständiges Choralbuch zum Hamburgischen Gesangbuch, vierstimmig harmonisiert, die Reprisen mit veränderter Harmonie: für Orgel, Harmonium, Pianoforte, Solo- oder Chorgesang. Benrath & Reinhardt, Hamburg [1878].
- Choral-Vorspiele für Orgel oder Pianoforte. Neue revidierte und vermehrte Ausgabe. Peters, Leipzig [1886].
- Hauschoralbuch zum Hamburgischen Gesangbuch: aus J.F. Schwencke's vierstimmigem Choralbuch für Orgel, Harmonium, Pianoforte, Solo- oder Chorgesang. Selbstverlag, Hamburg [nach 1886]. (Digitalisat)
- Choral-Vorspiele für Orgel oder Pianoforte. Neue revidierte und vermehrte Ausgabe. Peters, Leipzig [nach 1886].
- 228 Choralvorspiele zu 100 Chorälen des Choralbuchs von Schwenke Vater und Sohn. Peters. Leipzig.
- Denkschrift zur bevorstehenden Einweihung der neuen grossen Orgel der St.-Nikolaikirche zu Hamburg, erbaut vom Orgelbaumeister E. Röver. Pontt & v. Döhren, Hamburg 1891.  (Digitalisat)
- Vollständiges Choral-Melodieenbuch zum Hamburgischen Gesangbuche: nebst 4 Compositionen des "Amen". 14., unveränderte Ausgabe, Hamburg 1892. (Digitalisat)
- Vollständiges Choral-Melodieenbuch zum Hamburgischen Gesangbuche: nebst vier Kompositionen des „Amen“. 16., unveränderte Ausgabe in kleinen Typen. Hamburg 1898.